# 亚利克斯·阿克
亚利克斯·阿克（英語：Alex Acker，1983年1月21日—），美国NBA联盟职业篮球运动员。他在2005年的NBA选秀中第2轮第30顺位被底特律活塞选中。